# イタリアの大統領の一覧
イタリアの大統領の一覧（イタリアのだいとうりょうのいちらん、イタリア語: Presidente della Repubblica Italiana）は、イタリアの国家元首たる大統領の一覧を纏める。

## 一覧
| 代   | 大統領                                                | 大統領 | 所属政党                       | 期                             | 在任期間                        | 在任期間                        | 備考                         |
| ---- | ----------------------------------------------------- | ------ | ------------------------------ | ------------------------------ | ------------------------------- | ------------------------------- | ---------------------------- |
| 00－ | アルチーデ・デ・ガスペリ Alcide De Gasperi            |        | キリスト教民主党 （DC）        | －                             | 1946年6月13日 - 1946年7月1日    | 18日                            | 暫定国家元首 （首相）        |
| 00－ | エンリコ・デ・ニコラ Enrico De Nicola                 |        | イタリア自由党 （PLI）         | 1                              | 1946年7月1日 - 1947年6月25日    | 1年 + 183日                     | 暫定国家元首任期満了前に辞任 |
| 00－ | エンリコ・デ・ニコラ Enrico De Nicola                 | 2      | イタリア自由党 （PLI）         | 1946年6月26日 - 1947年12月31日 | 暫定国家元首                    | 1年 + 183日                     |                              |
| 001  | エンリコ・デ・ニコラ Enrico De Nicola                 | 2      | イタリア自由党 （PLI）         | 1948年1月1日 - 1948年5月12日   | 132日                           | 大統領職に移行 任期満了前に辞任 |                              |
| 002  | ルイージ・エイナウディ Luigi Einaudi                  |        | イタリア自由党 （PLI）         | 3                              | 1948年5月12日 - 1955年5月11日   | 6年 + 364日                     |                              |
| 003  | ジョヴァンニ・グロンキ Giovanni Gronchi               |        | キリスト教民主党 （DC）        | 4                              | 1955年5月11日 - 1962年5月11日   | 7年 + 0日                       |                              |
| 004  | アントニオ・セーニ Antonio Segni                      |        | キリスト教民主党 （DC）        | 5                              | 1962年5月11日 - 1964年12月6日   | 2年 + 209日                     | 任期満了前に辞任             |
| 00－ | チェーザレ・メルザゴラ Cesare Merzagora               |        | キリスト教民主党 （DC）        | 5                              | 1964年12月6日 - 1964年12月29日  | 23日                            | 大統領代行 （元老院議長）    |
| 005  | ジュゼッペ・サーラガト Giuseppe Saragat               |        | イタリア民主社会党 （PSDI）    | 6                              | 1964年12月29日 - 1971年12月29日 | 7年 + 0日                       |                              |
| 006  | ジョヴァンニ・レオーネ Giovanni Leone                 |        | キリスト教民主党 （DC）        | 7                              | 1971年12月29日 - 1978年6月15日  | 6年 + 168日                     | 任期満了前に辞任             |
| 00－ | アミントレ・ファンファーニ Amintore Fanfani           |        | キリスト教民主党 （DC）        | 7                              | 1978年6月15日 - 1978年7月9日    | 24日                            | 大統領代行 （元老院議長）    |
| 007  | アレッサンドロ・ペルティーニ Alessandro Pertini       |        | イタリア社会党 （PSI）         | 8                              | 1978年7月9日 - 1985年6月29日    | 6年 + 355日                     | 任期満了前に辞任             |
| 00－ | フランチェスコ・コッシガ Francesco Cossiga            |        | キリスト教民主党 （DC）        | 8                              | 1985年6月29日 - 1985年7月3日    | 4日                             | 大統領代行 （元老院議長）    |
| 008  | フランチェスコ・コッシガ Francesco Cossiga            | 9      | キリスト教民主党 （DC）        | 1985年7月3日 - 1992年4月28日   | 6年 + 301日                     | 任期満了前に辞任                |                              |
| 00－ | ジョヴァンニ・スパドリーニ Giovanni Spadolini         | 9      |                                | イタリア共和党 （PRI）         | 1992年4月28日 - 1992年5月28日   | 30日                            | 大統領代行 （元老院議長）    |
| 009  | オスカル・ルイージ・スカルファロ Oscar Luigi Scalfaro |        | キリスト教民主党 （DC）        | 10                             | 1992年5月28日 - 1994年1月18日   | 6年 + 352日                     |                              |
| 0(9) | オスカル・ルイージ・スカルファロ Oscar Luigi Scalfaro | 無所属 | 1994年1月18日 - 1999年5月15日  | 10                             | DCの解散任期満了前に辞任        | 6年 + 352日                     |                              |
| 00－ | ニコラ・マンチーノ Nicola Mancino                     |        | 左翼民主主義者 （DS）          | 10                             | 1999年5月15日 - 1999年5月18日   | 3日                             | 大統領代行 （元老院議長）    |
| 010  | カルロ・アツェリオ・チャンピ Carlo Azeglio Ciampi     |        | 無所属                         | 11                             | 1999年5月18日 - 2006年5月15日   | 6年 + 362日                     | 任期満了前に辞任             |
| 011  | ジョルジョ・ナポリターノ Giorgio Napolitano           |        | 左翼民主主義者 （DS）          | 12                             | 2006年5月15日 - 2007年10月27日  | 8年 + 244日                     |                              |
| (11) | ジョルジョ・ナポリターノ Giorgio Napolitano           | 無所属 | 2007年10月27日 - 2013年5月15日 | 12                             | DP結成に不参加                  | 8年 + 244日                     |                              |
| (11) | ジョルジョ・ナポリターノ Giorgio Napolitano           | 無所属 | 13                             | 2013年5月15日 - 2015年1月14日  | 任期満了前に辞任                | 8年 + 244日                     |                              |
| 00－ | ピエトロ・グラッソ Pietro Grasso                      |        | 13                             | 民主党 （PD）                  | 2015年1月14日 - 2015年2月3日    | 20日                            | 大統領代行 （元老院議長）    |
| 012  | セルジョ・マッタレッラ Sergio Mattarella              |        | 無所属                         | 14                             | 2015年2月3日 - 2022年1月30日    | 10年 + 37日                     |                              |
| 012  | セルジョ・マッタレッラ Sergio Mattarella              | 15     | 無所属                         | 2022年1月30日 - （現職）       |                                 | 10年 + 37日                     |                              |